# Șenhurî, Kobeleakî
Șenhurî (în ucraineană Шенгури) este localitatea de reședință a comunei Șenhurî din raionul Kobeleakî, regiunea Poltava, Ucraina.

## Demografie
Componența lingvistică a localității Șenhurî
     Ucraineană (96,68%)
     Rusă (2,52%)
     Alte limbi (0,4%)
Conform recensământului din 2001, majoritatea populației localității Șenhurî era vorbitoare de ucraineană (96,68%), existând în minoritate și vorbitori de rusă (2,52%).